# Quarterly Journal of Austrian Economics
The Quarterly Journal of Austrian Economics (QJAE, «Квартальний журнал австрійської економіки») — спеціалізований економічний науковий журнал.
Журнал видається з 1998 року Інститутом Людвіга фон Мізеса. Журнал є безпосереднім продовженням журналу, що видавався з 1987 по 1997 роки, The Review of Austrian Economics (RAE).
Редагує журнал Джозеф Салерно.
Основна задача журналу — розробка проблем австрійської школи в економічній теорії відповідно до вимог сучасного наукового аналізу.
Періодичність виходу: 4 номери на рік.